# Jyotiranjan Srichandan Ray
Jyotiranjan Srichandan Ray (né le 16 juillet 1970) est un géochimiste, géochronologue indien et professeur au Physical Research Laboratory. Il est connu pour ses travaux sur la géochronologie du sous-continent indien, documentés dans plusieurs articles évalués par des pairs. ResearchGate et Google Scholar, deux plateformes de publications scientifiques, en listent respectivement 53 et 59.
Il est l’auteur d’un ouvrage intitulé Vindhyan Geology: Status and Perspectives, publié en 2006 par l’Indian Academy of Sciences et a également contribué à plusieurs ouvrages collectifs,.
Il a été directeur du National Centre for Earth Science Studies (NCESS), situé à Thiruvananthapuram, Kerala, de septembre 2020 à septembre 2023.
Né le 16 juillet 1970 dans l'État indien d'Odisha, il est lauréat de plusieurs distinctions : Best PhD Thesis Award du Physical Research Laboratory, Young Associateship de l’Indian Academy of Sciences, Young Scientist Medal de l’Indian National Science Academy, Krishnan Medal de l’Indian Geophysical Union, National Geoscience Award du Ministère des Mines (Inde) et le Physical Research Laboratory Research Award.
Le Council of Scientific and Industrial Research, l'agence principale de recherche scientifique du gouvernement indien, lui a décerné le Prix Shanti Swarup Bhatnagar pour la science et la technologie en 2015 pour ses contributions aux sciences de la Terre, de l’atmosphère, de l’océan et des planètes.